# Гайки (Лубенський район)
Гайки́ —  село в Україні, у Чорнухинській селищній громаді Лубенського району Полтавської області. Населення становить 3 осіб. До 2018 орган місцевого самоврядування — Вороньківська сільська рада.

## Населення

### Мова
Розподіл населення за рідною мовою за даними :
| Мова       | Кількість | Відсоток |
| ---------- | --------- | -------- |
| українська | 3         | 100%     |

## Географія
Село Гайки знаходиться на відстані 2,5 км від сіл Нова Діброва, Красне та Дрюківщина. По селу протікає пересихаючий струмок з загатами. Поруч проходить автомобільна дорога Р60.